# Ameletus velox
Ameletus velox is een haft uit de familie Ameletidae. De wetenschappelijke naam van de soort is voor het eerst geldig gepubliceerd in 1923 door Dodds.
De soort komt voor in het Nearctisch gebied.